# Lernsoftware
Unter Lernsoftware versteht man jede Art von Software, die speziell für Lernzwecke entwickelt und programmiert wurde. Typische Formen sind Tutorials (Schulungssoftware, z. B. Schachlernsoftware), Übungsprogramme (z. B. Vokabeltrainer) und Programme zur allgemeinen Informationsvermittlung (z. B. digitale Nachschlagewerke).
Lernsoftware hat einen klar umrissenen Lerninhalt, folgt einem bestimmten didaktischen Konzept und ist auf eine mehr oder weniger klar definierte Zielgruppe ausgerichtet. Anders als die deutlich weiter gefassten Begriffe Unterrichtssoftware und Bildungssoftware bezeichnet der Terminus Lernsoftware damit eine Familie von Softwareprodukten, die nicht allein durch ihren Verwendungszweck, sondern auch durch gemeinsame Merkmale begründet wird.
Der Gebrauch von Lernsoftware wird als E-Learning bezeichnet. Der Übergang von der Lernsoftware zum digitalen Lernspiel ist fließend.

## Geschichte
Der Einsatz von Lernsoftware ist erstmals in den frühen 1940er Jahren nachweisbar, als Wissenschaftler, die für die amerikanischen Streitkräfte forschten, Analogrechner benutzten, um Flugsimulationsprogramme zu entwickeln. Das erfolgreichste darunter war der unter G. W. A. Dummer entwickelte und 1943 fertiggestellte Radartrainer Typ 19, an dem Militärpiloten für Kriegseinsätze geschult werden konnten. Den ersten voll funktionstüchtigen Flugsimulator stellte 1948 der amerikanische Flugzeughersteller Curtiss-Wright vor.
Als das erste allgemeine computerunterstützte Lernsystem gilt das um 1960 an der University of Illinois entwickelte und erbaute Computersystem PLATO (Programmed Logic for Automated Teaching Operations), das Studenten der Universität, aber auch Nutzer an lokalen Schulen und anderen Universitäten mit Kursangeboten versorgte. 1963 entwickelten IBM und das Institute for Mathematical Studies in the Social Science (IMSSS) der Stanford University unter der Leitung von Patrick Suppes erstmals ein computergestütztes Lernprogramm, das ein vollständiges Grundschulcurriculum enthielt, mit dem Schüler in Kalifornien und in Mississippi unterrichtet wurden. Um die Produkte, die in dieser Partnerschaft entstanden, an amerikanische Schulen zu vermarkten, wurde 1967 die Computer Curriculum Corporation (CCC, heute: Pearson Education Technologies) gegründet. Ein weiterer Pionier in der Entwicklung von Lernsoftware war die Denkfabrik Mitre Corporation, die 1969 ihr interaktives Kabelfernsehsystem TICCIT (Time-shared, Interactive, Computer-Controlled Information Television) startete, das eine Reihe amerikanischer Hochschulen u. a. mit Fremdsprachkursen versorgte.
Bis zur Mitte der 1970er Jahre war Lernsoftware mit der Hardware, auf der sie lief, stets fest verbunden, sodass sie für Nutzer, die keinen Zugang zu Großrechnern hatten, nicht zur Verfügung stand. Dies änderte sich grundlegend mit der Ausbreitung von Personal Computern, die in den USA von 1975 an auf den Markt kamen. In kurzer Zeit entstanden auch Softwareunternehmen, von denen einige sich auf Lernsoftware spezialisierten, wie Brøderbund und The Learning Company (beide 1980 gegründet), aber auch der bereits 1973 entstandene nicht-kommerzielle Softwareentwickler MECC (Minnesota Educational Computing Consortium).
Die Bedingungen für die Ausbreitung von Lernsoftware verbesserten sich weiter, als in den 1990er Jahren Computer mit Ton und anspruchsvoller Grafik auf den Markt kamen und die Datenübertragung per CD-ROM und Internet möglich wurde. Fortschritte in der Spracherkennungstechnologie kamen u. a. der Fremdsprachen-Lernsoftware zugute.

## Lernsoftware im deutschsprachigen Raum

### Hersteller und Auszeichnungen
Deutsche Hersteller von Lernsoftware sind u. a. die 1994 in München gegründete Firma Digital publishing, aber auch traditionelle Buchverlage wie der Ernst Klett Verlag, Langenscheidt, Cornelsen Verlag, Friedrich Verlag, Mildenberger Verlag und Europa-Lehrmittel. Auch zahlreiche Themen der Elektrotechnik können mithilfe von Lernprogrammen einfach und abwechslungsreich erarbeitet werden. Seit 1995 entwickelt der Multimedia-Bereich des BFE-Oldenburg Lernsoftware zu Themen der Elektrotechnik. In Österreich wird Lernsoftware u. a. vom Veritas-Verlag und von David Wohlhart vermarktet.
Die 1995 gegründete Klaus Tschira Stiftung verleiht alljährlich einen Jugendsoftwarepreis an Schüler, die eine hervorragende Lernsoftware oder naturwissenschaftliche Präsentation in digitaler Form entwickelt haben. Auf der Frankfurter Buchmesse wird seit 2002 alljährlich der Kindersoftwarepreis TOMMI verliehen, mit dem sowohl Spiele als auch Lernprogramme ausgezeichnet werden können.

### Arten von Lernsoftware (Auswahl)

#### Sprachlernsoftware
Digitale Sprachkurse bilden eine der ältesten Arten von Lernsoftware. Ebenso wie Audio-basierte Sprachkurse bieten sie gegenüber dem herkömmlichen Fremdsprachenunterricht im Klassenzimmer den Vorteil, dass der Lernende das Arbeitstempo selbst bestimmt. Das didaktische Instrumentarium reicht bei diesem Lernmedium heute vom Vokabeltraining und Grammatikquiz über das Hörverstehen bis hin zum Aussprachetraining. Die Hersteller – das sind für den deutschsprachigen Markt insbesondere Digital publishing, Auralog/Hueber, Koch Media, Lesson Nine (Babbel), PONS (Klett-Gruppe), Sprachenlernen24, Strokes und Unisono Media/Euro Talk – vertreten dabei allerdings eine ganze Bandbreite unterschiedlicher didaktischer Konzepte. Seit 2010 drängt auch der US-amerikanische Hersteller Rosetta Stone auf den deutschsprachigen Markt.

#### Web-basierte Lernsoftware
Vermehrt wird Lernsoftware als Webanwendung angeboten, wie z. B. Scoyo. Hierbei entfällt das Installationsmedium und es wird ein Web-Browser zur Nutzung benötigt. Die Verknüpfung über den zentralen Webserver ermöglicht den Vergleich mit anderen Nutzern und ggf. auch die Interaktion mit diesen. Dieser Trend zur Vernetzung der Anwender ist auch bei Computerspielen erkennbar.

#### Lernprogramme für den Deutschunterricht
Eine kleine Anzahl von digitalen Alphabetisierungsprogrammen ist bereits an Kinder im Vorschulalter gerichtet, so zum Beispiel die 2006 auf der Frankfurter Buchmesse mit einem Preis ausgezeichnete Software LolliPop und die Schlaumäuse von Cornelsen, aber auch Produkte des Terzio-Verlags, von KHSweb.de, Magnussoft und Tivola Publishing.
Für den Unterricht in der Grundschule (Klassenstufen 1–4) gibt es nach Klassenstufen gestaffelte Deutsch-Software von Terzio, Magnussoft und vom Duden-Verlag, sowie einzelne Produkte des Spielend Lernen Verlags, des Franzis Buch & Software Verlags, von Tivola Publishing (Lernerfolg Grundschule) und von Avanquest Software. Die umfangreichsten Softwarepakete für den Deutschunterricht bieten gegenwärtig Cornelsen und KHSweb.de, die beide u. a. gestaffelte Produkte für sämtliche Klassenstufen von 1 bis 7 im Programm haben, wobei die Lernsoftware von Cornelsen – ebenso wie die von Duden – in eine Lehrbuchreihe eingebunden ist. Das Programm Alfons Lernwelt von Schroedel reicht bis zur Klassenstufe 6.
Lernsoftware, mit der das Lesen und Schreiben geübt werden kann, ist auch zur Online-Benutzung im Internet zu finden, meist auf kostenpflichtigen Spiel- und Lernportalen, gelegentlich jedoch auch frei zugänglich. Auch für Mobilgeräte wie Tabletcomputer und iPhone werden Apps zum deutschen Schreibenlernen angeboten.
Tivola und Franzis vermarkten einige ihrer Produkte auch als Version für Nintendo-Spielkonsolen. Alphabetisierungs-Lernsoftware ist daneben auch für Kinder-Kleincomputer wie den Leapster oder – fest installiert – auf ähnlichen Produkten z. B. von VTech verfügbar.

#### Lernprogramme für den Mathematikunterricht
Einzelne Produkte zur mathematischen Propädeutik richten sich an Kinder im Vorschulalter. Die größte Zielgruppe für mathematische Lernsoftware sind allerdings Kinder und Jugendliche im Schulalter, wobei diese Programme – anders als Lernsoftware für den Deutschunterricht – nicht nur von Schülern der Primarstufe, sondern bis zur 10. Klasse benutzt wird, teilweise sogar von Schülern der gymnasialen Oberstufe.
Viele dieser Produkte sind für die Verwendung im schulischen Mathematikunterricht vorgesehen und nach Klassenstufen gestaffelt, etwa die Serien Lollipop von Cornelsen, Welt der Zahl von Schroedel und der Klett Mathetrainer; alle drei sind Komponenten in größeren, multimedialen Lehrwerken. Die einzige für den Schulunterricht konzipierte Mathematik-Lernsoftware, die nicht in eine Lehrbuchreihe eingebunden wird, ist Alfons Lernwelt von Schroedel. Diese Serie ist ebenso nach Klassenstufen gestaffelt wie eine dritte Gruppe von Mathematik-Lernsoftware, die für die schulbegleitende Verwendung vermarktet wird.
Daneben gibt es eine Vielzahl von klassenstufenübergreifenden Einzelprodukten, die sich vereinzelt auch an erwachsene Benutzer richten. Cornelsen und Schroedel bieten darüber hinaus auch spezielle Software zur Test- und Abiturvorbereitung an.
Im Internet sind Online-Programme zum Rechnenüben in Spiel- und Lernportalen zu finden; vereinzelt werden sie auch zur kostenlosen Benutzung eingestellt.
Mathematik-Lernsoftware für Kinder wird nicht nur für den Computer und im Internet angeboten, sondern auch für den Nintendo DS, für den Leapster und – fest installiert – auf anderen handelsüblichen Kleincomputern.

#### Lernsoftware für Elektrotechnik
Auch zahlreiche Themen der Elektrotechnik können mithilfe von Lernprogrammen einfach und abwechslungsreich erarbeitet werden. Unter anderem bietet das BFE-Oldenburg eine umfangreiche Lernprogrammreihe an, die sowohl Grundlagenthemen (Grundlagen der Elektrotechnik 1–4, Drehstromtechnik, Wechselstromtechnik, Mess- und Regelungstechnik, Elektronik usw.), als auch spezifische Themen, wie z. B. EIB/KNX-Installationsbus oder Beleuchtungstechnik abdeckt.
Alle Lerninhalte werden über Audiotexte vermittelt, um das Lesen längerer Texte am Bildschirm zu vermeiden. Merksätze, wichtige Formeln, Zusammenfassungen und Aufgaben werden jedoch auch als Bildschirmtexte angezeigt. Viele Animationen, Videos und Interaktionen in den Lernprogrammen sollen dazu beitragen, den Lerneffekt zu steigern. Wissensabfragen erfolgen während der Stoffvermittlung und die Programme reagieren während einer Aufgabe auf jede Antwort des Lernenden mit einer entsprechenden Rückmeldung.
Mit der Einführung der IT-Berufe und der Forderung, diese neuen Berufe vor allem handlungsorientiert auszubilden, drängte sich der Einsatz von interaktiven Lernprogrammen auch in diesem Bereich immer mehr auf. So begann schon Ende der 90er Jahre RH-Lernsoftware Programme zur Computertechnik und Telekommunikation zu entwickeln, die ständig erweitert und dem jeweiligen technischen Stand angepasst wurden. Mittlerweile reicht die Bandbreite über die Netzwerktechnik und die Schnittstellen bis hin zu den Relationalen Datenbanken. Alle Programme sind von Dozenten mit langjähriger Ausbildungserfahrung entwickelt worden.